# 革象新书

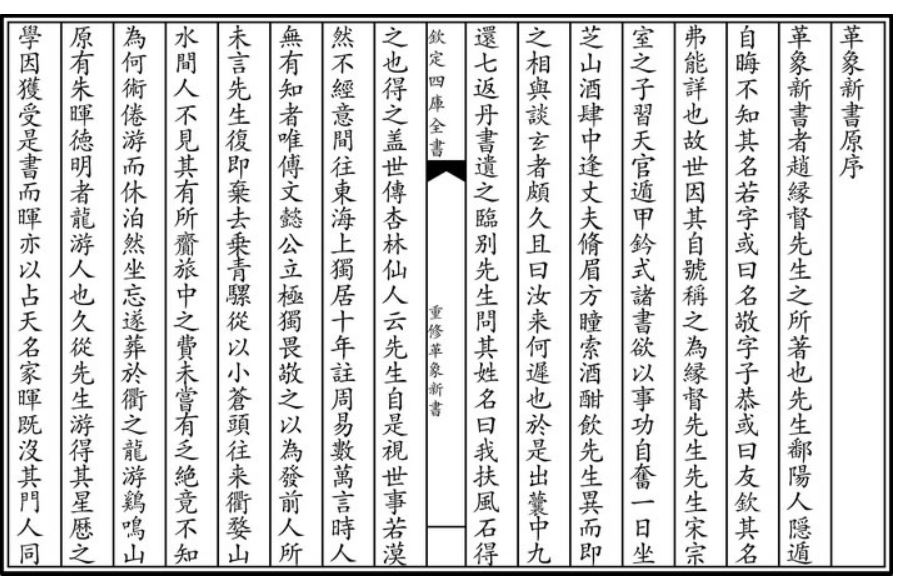
《革象新书》原序

革象新书作者元代天文学家、数学家赵友钦，成书不早于1281年；全书5卷32篇，主要内容是天文学，数学和光学。
赵友钦生前将此书传与弟子朱晖，朱晖又传于门生章睿，章睿请宋濂作序，刊行于世。明代王瑋将原书加以删节成《重修革象新书》2卷。清代乾隆年间，四库全书馆臣从《永乐大典》中辑录出《革象新书》原著，与王氏删节本《重修革象新书》一同收入《四库全书》子部天文历算类。

## 革象新书内容
卷一
- 宋濂序
- 《天体左旋》
- 《日至之景》
- 《岁序终始》
- 《闰定四时》
- 《天周岁终》
- 《历法改革》
- 《星分棋布》
- 《日道岁差》
- 《黄道损益》

卷二
- 《积年日法》
- 《元会运世》
- 《气朔没灭》
- 《日月盈缩》
- 《月有九行》
- 《时分百刻》
- 《昼夜短长》
- 《气积寒暑》
- 《天地正中》
- 《地域远近》

卷三
- 《月体半明》
- 《日月薄食》 此篇说明日道远，月道近，日之圆体大，月之圆体小。
- 《日轮分视》
- 《五纬距合》

卷四
- 《盖天舛理》
- 《浑仪制度》
- 《经星定缠》
- 《横度去极》
- 《占景知交》
- 《偏远准则》

卷五
- 《小罅光景》，此篇通过许多实验说明光线的直线传播，针孔成像，照度随物体距离的增加而减小。
- 《勾股测天》
- 《乾象周髀》阐述赵友钦割圆术